# Gianbattista Bertelli
Gianbattista Bertelli (Brescia, 31 gennaio 1922 – Brescia, 16 settembre 2001) è stato un pittore, illustratore e restauratore italiano.

## L'infanzia

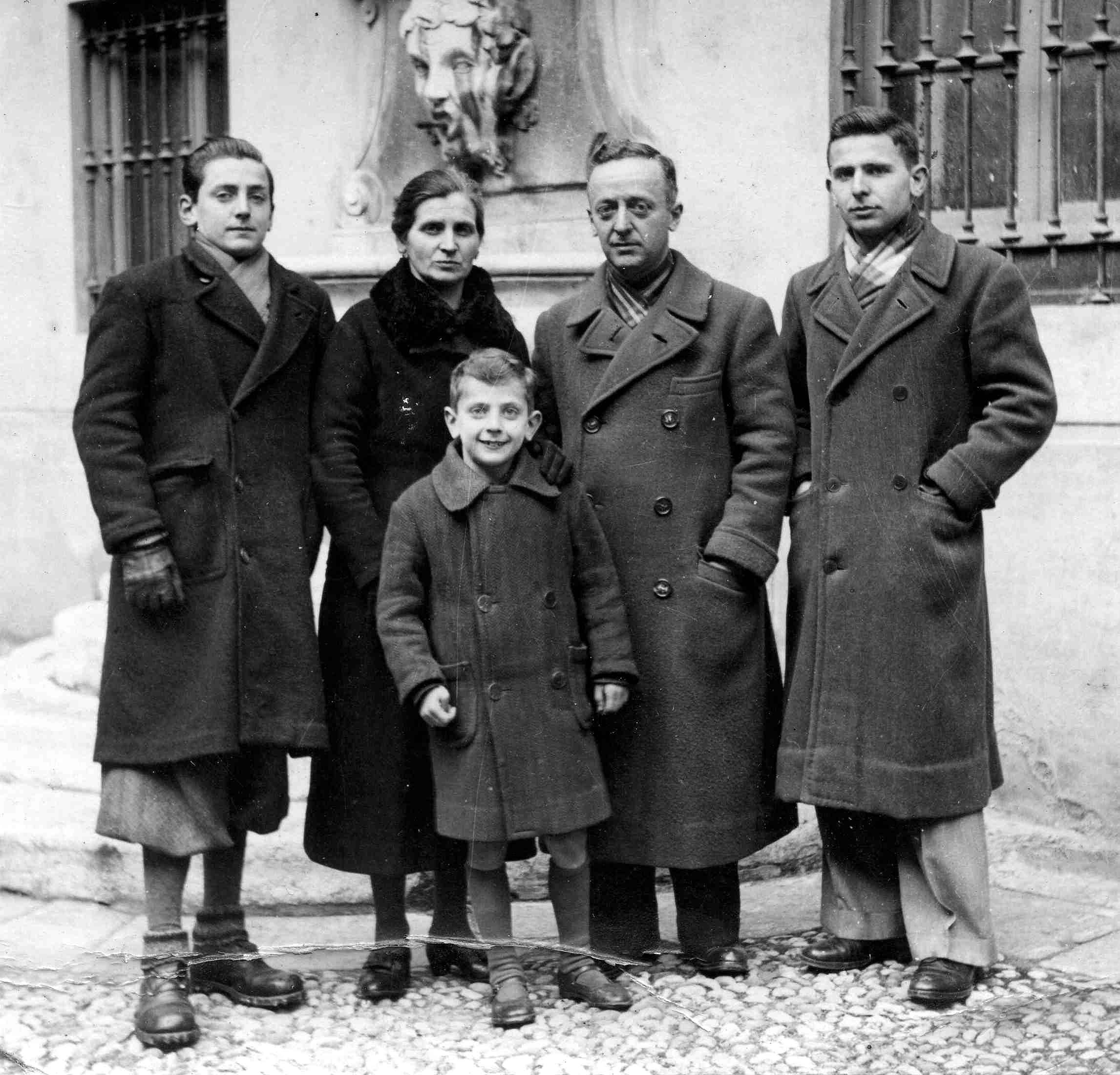
Famiglia Bertelli nei primi anni '40, nel cortile di Palazzo Monti Martin. Da sinistra a destra: Giuseppe, Lucia, Mario, Paolo, Gianbattista.

Gianbattista Bertelli nasce a Brescia il 31 gennaio del 1922 in via Aleardo Aleardi, da Paolo Bertelli, restauratore di dipinti, e Lucia Poli, primo di tre fratelli, cui seguiranno Giuseppe e Mario.
Si appassiona ben presto al disegno e alla pittura, come dimostrano alcuni quaderni di bella calligrafia di quando era bambino nei quali compaiono alcuni piccoli disegni naturalistici già realizzati con mano ferma e sicura.
Fin da giovanissimo acquista dimestichezza con le tecniche artistiche, formandosi nella bottega di restauro del padre Paolo Bertelli ubicata nel Palazzo Monti Martin in corso Cavour 37 a Brescia. 
Essendo lo studio di restauro una piccola entità a conduzione familiare, anche il piccolo "Battistino", così veniva affettuosamente chiamato in famiglia, dà una mano nel  preparare colle, nel foderare quadri ed affreschi, nello stirare le tele, nel ripulire da patine ed impurità i vari dipinti. I suoi occhi intanto si nutrono delle forme e colori dei quadri, pale d’altare ed affreschi dei grandi artisti del passato e fin dalle scuole elementari i suoi quaderni, diventano le immaginarie tele su cui dare sfogo alla propria creatività. Durante le vacanze estive che trascorre presso la nonna materna a Soprazzocco di Gavardo, da cui si poteva vedere il Golfo di Salò sul Lago di Garda, inizia a disegnare dal vero fiori e insetti, evidenziandone anche le ombre che questi proiettano sulla superficie. 
Allo stesso modo sorprendenti per la qualità del disegno, sono i primi paesaggi e scorci della borgata realizzati in quegli anni ad acquerello da un Bertelli ancora bambino ma già in grado di padroneggiare prospettiva e cura dei particolari naturalistici.

## L'apprendistato
Il battesimo artistico vero e proprio avviene all’età di 14 anni: è il 1936, nella bottega paterna giacciono già pulite e foderate quattro sovraporte del '700 in attesa dei ritocchi di un pittore a cui Paolo Bertelli ricorreva in particolari frangenti. Essendo il pittore in quei giorni indisposto ed il cliente in attesa fremente, il padre ottiene dal proprietario delle opere l’autorizzazione a che il lavoro venga eseguito dal giovane Gianbattista. Ogni pomeriggio il cliente si presentava nello studio e mi si appollaiava sulle spalle per controllare e scrutare ogni mio movimento - ricordava Bertelli - ma alla fine ebbe parole di elogio per il lavoro eseguito.
Viste le doti dimostrate, Paolo Bertelli decide di mandare Gianbattista a Milano alla Scuola Nazionale di Restauro che il giovane frequenta con ottimi risultati negli anni 1938-40 conseguendo nell’anno scolastico 1938-39 il diploma e la medaglia d’Argento di 2º Grado e l’anno successivo il diploma e la medaglia d’Argento di 1º Grado. 

## La parentesi della guerra
Scoppiata la Seconda guerra mondiale nel 1942 un Gianbattista appena ventenne è costretto a partire per il servizio militare ma non manca di portare con sé la sua cassetta dei colori. Nonostante il momento drammatico ha una certa fortuna, viene infatti destinato all’Ufficio Leva di Vicenza in qualità di scritturale e come tale viene mandato nei vari paesi della provincia per seguire le visite di leva. Tanti giovani in fila per la visita sono per lui occasione perfetta per lo studio del nudo, ed ecco che riempie decine di fogli con disegni di parti anatomiche quali bracca piedi, mani, torsi, materiale grafico che gli tornerà utile per il suo lavoro di restauratore. 
Nei periodi di licenza Gianbattista rientra a Brescia, dove prosegue il lavoro nella bottega di restauro di famiglia, spesso recandosi presso qualche casa patrizia per strappare affreschi e rimuovere dalle cornici dipinti di particolare pregio, per salvarli dai danni provocati dai bombardamenti che colpiscono impietosamente Brescia tra il 1942 e il 1943. Appena possibile tuttavia scappa dalla città con lo zaino pieno di colori, pennelli e cartoncini e parte a piedi alla volta delle montagne, camminando per giorni, bivaccando sotto le stelle o in qualche fienile, attirato sempre più dalla pittura en plein air e dall'osservazione naturalistica come ricorda nei suoi diari:
”Ho passato tra i monti della mia amata Brescia uno dei periodi più felici della mia vita. Questo contatto con la natura aspra e buona della montagna, con gli uomini che nutre calmi e silenziosi, nel silenzio canoro dei boschi chiazzati dall’oro dei faggi o sulle vette ormai prossime alla neve, ove giunge dalle valli il brusio dell’acqua ora sommesso ora poderoso delle cascate. Intorno, una cerchia immensa di valli e monti, su cui nei giorni sereni, lo sguardo spaziava dai ghiacciai del Bernina, dell’Adamello, delle dolomiti di Brenta, della Marmolada, all’Ortigara e al Pasubio...e poi dipingere, dipingere fino ad essere stanco fisicamente, ma pronto il mattino successivo a ricominciare il mio solitario vagabondaggio quotidiano...e via, zaino in spalla, tra le ombre delle vallette dove i laghetti dall’alto sembrano scuri occhi assetati di cielo, a raggiungere più su il sole delle vette. Compagno lo stridio dei chiodi sui sassi, il ticchettio ritmico dei tubetti e dei pennelli nella cassetta, tra fughe canore d’uccelli, senza altra preoccupazione che di girare di più, di vedere, di dipingere, portando sulla tela l’incanto della montagna. Alla sera il ritorno all’ombra azzurra e umida della valle, mentre in alto il sole al tramonto svolge la sua gamma di rossi e rosa sulle rocce e sulla prima neve. Così ogni giorno, quasi dimentico di tutto e di tutti, come in un altro mondo fatto solo di felicità. Mi parrebbe d’essere un uomo felice, qualora questa vita potessi farla non dico sempre, ma per lunghi periodi, bella anche nelle giornate di pioggia, sotto la gronda o il portichetto di qualche baita a tradurre in colore la vasta gamma di grigi, i cupi verdi dei boschi o quelli scintillanti dei prati, o nell’ombra tiepida, a disegnare gli abitatori dell’ovile e della stalla”.
Rientrato a Brescia alla fine della guerra Gianbattista inizia a pieno regime il suo lavoro di restauratore accanto al padre e al fratello Giuseppe.
Il 26 dicembre 1945 si sposa con Franca Capelli dalla quale avrà tre figli: Aldo, Luciano e Maria Grazia. Nel 1949, il padre Paolo muore e quindi tocca a lui e al fratello Giuseppe mandare avanti lo studio di restauro

## La carriera di illustratore
La svolta professionale arriva quasi per caso nel 1953 quando Luigi Calonghi, direttore del reparto sussidi audiovisivi della Casa Editrice La Scuola di Brescia e amico del defunto padre Paolo, notate le sue capacità nel disegno, gli propone di aggiustare alcune filmine didattiche un poco carenti dal punto di vista prospettico e dell’ambientazione. Tra quelle da rimettere a posto, così Gianbattista Bertelli ricordava nei suoi racconti una filmina sugli insetti: Era una cosa veramente scandalosa; c’era una cavalletta in un prato con una cascina sullo sfondo, che dava l’impressione di essere lunga almeno 15 metri. Qui c’è poco da aggiustare, meglio rifare tutto!
Bertelli si mette all'opera rifacendole non in bianco e nero ma a colori, e alla Editrice La Scuola si entusiasmano a tal punto da offrirgli un contratto di assunzione come illustratore che sfocerà subito nelle tavole per il volume di Gian Mara Ghidini Insetti acquaioli e terricoli, pubblicato nel 1956.

### Lo studio dal vero
Inizia così la sua carriera di illustratore, sempre affiancata da uno studio appassionato di flora e fauna. Gianbattista Bertelli, degno erede della tradizione pittorica lombarda, parte sempre dall'osservazione del vero, ma le sue tavole non si riducono mai ad una pedissequa e analitica ripresa del soggetto, l'ambientazione il più possibile realistica e l'afflato vitale della composizione sono un elemento sempre dominante del suo tratto. Prima di lui questo tipo di illustrazioni erano costruite asetticamente: si disegnava un insetto sullo sfondo bianco, in un'ambientazione ordinaria, in posa canonica. Bertelli invece ribalta completamente questa concezione inserendo tutti gli animali da lui raffigurati nel loro habitat naturale e ritraendoli in pose il più possibile aderenti al vero. Si serviva perciò, quando possibile, di esemplari vivi, recuperati sulle colline attorno a Brescia a Caionvico, Botticino, Rezzato; osservava per ore gli insetti chiusi in piccole scatole di vetro per studiarne i movimenti o al microscopio per coglierne i particolari più minuti: "Per me è essenziale capire la postura che essi hanno in vita". Il suo studio era infatti disseminato di insetti puntati su spilli da entomologo, modelli dai quali riprendeva gli straordinari particolari che arricchivano i suoi disegni. Poiché spesso gli capitava di dover raffigurare una particolare fase di crescita di un insetto si mise anche ad allevarne alcuni. Per realizzare disegni scientifici accurati, diceva, non era possibile usare fotografie, che possono falsare i colori e che non danno l'idea delle diverse posizioni e atteggiamenti dell'insetto: Prima che bella l'illustrazione deve essere esatta, inoltre con il disegno si possono ottenere cose che la fotografia non può fare: per esempio avere il fiore e il frutto contemporaneamente e tutto con l'aspetto della verità. 

### Le enciclopedie a fascicoli per Fabbri
Già dal 1960 inizia la collaborazione con la Fratelli Fabbri Editori, realizzando tavole a colori per le enciclopedie a dispense "Conoscere" (1958-63) e "Capire" (1962-64), per le edizioni in italiano e per le varie edizioni straniere (tra cui francese, inglese, spagnolo, israeliano). Le accurate illustrazioni richieste per "Guida Medica" (1964), rappresentano un ulteriore tassello di specializzazione per Bertelli, accompagnato come di consueto un approfondito lavoro di documentazione presso gli Ospedali Civili di Brescia, che lo spingono ad assistere personalmente ad alcune autopsie.
Bertelli insieme agli altri illustratori di quel periodo (Fausto Borrani, Piero Cozzaglio) era tornato ad imporre le ragioni del disegno sulla fotografia, che sembrava averlo surclassato.

### Le tavole per Corriere dei Piccoli, Domenica del Corriere e Arnoldo Mondadori
Al culmine della carriera, nel 1965 Gianbattista Bertelli inizia la collaborazione parallela con il Corriere dei Piccoli e la Domenica del Corriere, questo significava avere in ballo tre scadenze settimanali: tutte tavole a colori e tutte a carattere scientifico cosa questa che gli rubava molto tempo anche per il reperimento della documentazione necessaria. Produce così numerose tavole che riprodotte sotto forma di poster sono passate sotto gli occhi di intere generazioni e che in alcune scuole e rifugi di montagna resistono ancora appese ai muri. Un periodo di intenso lavoro che lo spinge ad interrompere la collaborazione con la Fabbri.
Qualche tempo dopo l’Editrice Mondadori, gli offre l’occasione di poter illustrare il Libro degli Insetti e in parte de Il mondo delle farfalle: una occasione ghiotta che non si fa scappare perché gli offre la possibilità di disegnarli finalmente come voleva lui.
Per il Libro degli insetti ci vollero quasi ventidue mesi di lavoro. Alcuni esemplari glieli procuravano amici e conoscenti, altri doveva procurarseli da solo armato di retino, pinzette da entomologo e un’infinità di boccettine. Dovendo in alcuni casi documentare larva, pupa ed insetto adulto si mise ad allevarne alcuni, con grande disappunto della moglie che alla fine gli diede per così dire lo sfratto in quanto lo studio era in una stanza dell’abitazione: fu così che si trasferì nello storico studio di Vicolo S.Paolo a Brescia. Sempre per la Mondadori, collabora anche per il libro Agnati e Pesci, e Il mondo delle farfalle.

### Le tavole dei funghi
All'inizio degli anni '70 viene contattato dalla Edagricole di Bologna per realizzare con i micologi Nino Arietti e Renato Tommasi un'opera fino allora mai tentata, un volume illustrato sui funghi velenosi che fornisca una panoramica completa delle fasi di sviluppo di ogni singolo tipo di fungo con tanto di sezioni colorate, destinato a tutti quelli che si occupano a livello amatoriale e specialistico di micologia e terapia clinica collegata ad intossicazioni da funghi. Ne scaturisce il volume I funghi velenosi che vedrà la luce nel 1975. Anche in questo caso il lavoro si fonde con una vera e propria passione micologica, Bertelli realizza infatti con il consueto rigore e precisione circa 500 tavole sui funghi, di cui solo 32 vengono pubblicate. Lui stesso era iscritto al circolo micologico di Brescia ed al museo di storia naturale e manteneva contatto di studio con svariati circoli micologici europei. Gli giunsero apprezzamenti da esperti francesi e tedeschi per il suo lavoro, risultato di un intenso e paziente studio dal vero come testimoniava lui stesso: Annoto per ogni fungo tutte le possibili varietà, nonché le fasi della crescita, la sezione, i colori del virare una volta spezzato. Solo così, ritraendoli scrupolosamente dal vero e appena raccolti, posso offrire una guida al riconoscimento che nessuna pubblicazione è riuscita a dare e men che meno la fotografia.

## Il ritorno alla pittura
Dal 1972 però, a seguito di un malore cardiaco, Bertelli decide di rallentare il lavoro di illustratore, i cui ritmi si erano fatti troppo stressanti sebbene ancora negli anni '80 collabori con alcune agenzie pubblicitarie, realizzando celebri manifesti per la catena di supermercati Italmark e la ancor più nota immagine della "leonessa coi cuccioli" per la Centrale del Latte Brescia.
Data la maggiore disponibilità di tempo riprende in questi anni a dipingere con passione, un'attività cui amava dedicarsi nei momenti di relax. Paesaggi e nature morte i soggetti preferiti, pochi invece i ritratti, come quello per gli Spedali Civili di Brescia del Dottor Federico Baccaglioni e altri più curiosi come La ronchera e un Uomo che maneggia un martello pneumatico.
Ma i quadri più noti sono quelli sui Ronchi, un vero e proprio diario visivo realizzato dall'artista che fissava sulla tela scorci e paesaggi ignorati dai più, cancellati dalla memoria collettiva perché privati dell'originaria identità o stravolti dall'avanzata del tessuto urbano. Fra questi colli appena fuori Brescia Bertelli trovava sempre nuovi stimoli creativi e le sue tele restano una splendida testimonianza di un mondo ormai cancellato dalle ruspe e dal cemento, di una architettura umile immersa nella natura e in un passato che ci pare ormai lontano.
Bertelli stesso svelava così i motivi di questa sua passione: I Ronchi offrono ancora scorci suggestivi e prima che tutto sia distrutto dal dilagare del cemento voglio fermare sulla tela certi ambienti di un mondo che purtroppo è destinato a scomparire. E ancora, inaugurando la mostra "Ronch e Roncher" all'AAB il 3 Febbraio 1990: Io che sui Ronchi, nella lontana primavera del '38, ho cominciato, sedicenne, a muovere i primi passi "en plein air", dagli anni 70, quando ho potuto ritornarci con più assiduità dopo la parentesi ventennale del mio impegnatissimo periodo di illustratore, constatato il sempre più accelerato e irreversibile processo di cambiamento, ho pensato di documentare quanto ancora rimaneva o stava per scomparire […]
Anche i quadri, come le sue illustrazioni, sono realizzati con la massima cura, con lo stesso amore per i particolari. Si recava sempre sul luogo da dipingere di persona e lì impostava subito la scena, come un abile regista, fissando prima il cielo e le ombre, che variano velocemente. Scattava quindi alcune diapositive per fissare l'attimo da immortalare sulla tela, che terminava poi in studio con precisione fiamminga. Così i vecchi portali, le fascine di legna, i sassi del selciato, le nebbie e la neve sulla montagna, gli animali del cortile, tornano a vivere davanti all'occhio attento di chi osserva i suoi quadri nell'infinita gamma delle sfumature policrome della natura. Nei periodi invernali, non riuscendo più a sopportare di stare al freddo, aveva trasformato la sua autovettura in uno studio di pittura a quattro ruote: girovagava per i luoghi a lui più cari e trovato il soggetto parcheggiava l’auto in posizione ottimale, apriva sul sedile del passeggero la cassetta dei colori ed usando il volante come cavalletto iniziava ad abbozzare la scena.